# Kilian Fischhuber
Kilian Fischhuber (* 1. srpna 1983, Waidhofen an der Ybbs) je bývalý rakouský reprezentant, sportovní lezec a bouldrista. Dvojnásobný Vicemistr světa v boulderingu z let 2005 a 2012. Trojnásobný vítěz Rockmasteru v Arcu v boulderingu a Mistr Evropy v boulderingu. Jedinečné série zlatých a stříbrných medailí dosáhl na světovém poháru, kterého se účastnil šestnáct let.
Během devíti let po sobě (2004-2012) získal na světovém poháru ve sportovním lezení v boulderingu pět zlatých a čtyři stříbrné medaile, z toho dvakrát po sobě titul vítěze z roku 2007 obhájil. Celkem na SP i za výsledky ve sportovním lezení na obtížnost zvítězil také v kombinaci, ze které má šest medailí z let 2001-2007.
Ve sportovním lezení na rychlost závodil pouze na juniorských závodech.

## Výkony a ocenění
- osm nominací na prestižní závody Rock Master v Arcu v boulderingu
- trojnásobná nominace na ocenění La Sportiva Competition Award a vítěz ankety v roce 2009[1]

### Sportovní výstupy ve skalách
- 11. května 2005: Underground 8c+/9a, Arco, Itálie
- 25. září 2006: Action directe 9a, Frankenjura, Německo

### Bouldering
- Ha salito boulder fino all' 8C

### Závodní výsledky
| Arco Rock Master | Arco Rock Master | Arco Rock Master | Arco Rock Master | Arco Rock Master | Arco Rock Master | Arco Rock Master | Arco Rock Master | Arco Rock Master |
| Rok              | 2000             | 2001             | 2003             | 2005             | 2006             | 2008             | 2009             | 2010             |
| ---------------- | ---------------- | ---------------- | ---------------- | ---------------- | ---------------- | ---------------- | ---------------- | ---------------- |
| Bouldering       | 12-16            | 5-8              | 5                | 4                | 1                | 1                | 1                | 5                |

| Mistrovství světa | Mistrovství světa | Mistrovství světa | Mistrovství světa | Mistrovství světa | Mistrovství světa | Mistrovství světa | Mistrovství světa | Mistrovství světa |
| Rok               | 2001              | 2003              | 2005              | 2007              | 2009              | 2011              | 2012              | 2014              |
| ----------------- | ----------------- | ----------------- | ----------------- | ----------------- | ----------------- | ----------------- | ----------------- | ----------------- |
| Obtížnost         | 26                | 50-51             | —                 | —                 | —                 | —                 | —                 | —                 |
| Bouldering        | 10                | 5                 | 2                 | 11                | 5                 | 4                 | 2                 | 11                |

| Světový pohár          | Světový pohár | Světový pohár          | Světový pohár   | Světový pohár  | Světový pohár                            | Světový pohár             | Světový pohár       | Světový pohár            | Světový pohár               | Světový pohár            | Světový pohár         | Světový pohár              | Světový pohár                            | Světový pohár           | Světový pohár                        | Světový pohár                       |
| Rok                    | 99            | 00                     | 01              | 02             | 03                                       | 04                        | 05                  | 06                       | 07                          | 08                       | 09                    | 10                         | 11                                       | 12                      | 13                                   | 14                                  |
| ---------------------- | ------------- | ---------------------- | --------------- | -------------- | ---------------------------------------- | ------------------------- | ------------------- | ------------------------ | --------------------------- | ------------------------ | --------------------- | -------------------------- | ---------------------------------------- | ----------------------- | ------------------------------------ | ----------------------------------- |
| Obtížnost              |               |                        | 37-39           | 27             | 27                                       | 20                        | 22                  | 23                       | 17                          | —                        | —                     | —                          | —                                        | —                       | —                                    | —                                   |
| jednotlivě*            | —             | —                      | 16-18, -, 30-34 | 12, -, 9, -, - | 28, -, 17, -, 15, 19-22, 41-46, -, 12-17 | 19, -, 16, -, 10, -, 4, - | -, 9-10, -, 6, -, - | 6, 14-16, -, -           | 11, -, 18, 21, -, 11, -, 14 | —                        | —                     | —                          | —                                        | —                       | —                                    | —                                   |
|                        |               |                        |                 |                |                                          |                           |                     |                          |                             |                          |                       |                            |                                          |                         |                                      |                                     |
| Bouldering             | 49-50         | 18                     | 11              | 4              | 8-9                                      | 2                         | 1                   | 2                        | 1                           | 1                        | 1                     | 2                          | 1                                        | 2                       | 5                                    | 5                                   |
| jednotlivě* (22/11/15) | 22, -, -      | 12, -, 17, 14-15, -, - | -, 11, -, 9, 10 | 7, 8, 4        | 15, · , · 8, · 18, · 14, · -             | 5, · -, · -, · , · , ·    | , · , · , · 4       | , · , · , · , · 4, · , · | , · 4, · , · 4, · , · , ·   | , · 7, · , · , · , · , · | , · , · , · , · 23-24 | 4, · 10, · , · , · , · , · | 6, · , · 5, · , · , · 9, · 23, · , · , · | 21, · , · , · , · , · - | 14, · 5, · , · , · 15, · 22, · , · - | -, · -, · 5, · 8, · , · , · 4, · 19 |
|                        |               |                        |                 |                |                                          |                           |                     |                          |                             |                          |                       |                            |                                          |                         |                                      |                                     |
| Kombinace              | —             | —                      | 3               | 3              | 5                                        | 1                         | 2                   | 3                        | 3                           | —                        | —                     | —                          | —                                        | —                       | —                                    | —                                   |

poznámky:
- nahoře jsou výsledky z posledních závodů v roce
- do celkového hodnocení se bodovalo vždy jen 30 nejlepších závodníků
- 1-2 nejhorší výsledky se v některých sezónách škrtaly
- v roce 2002 se v boulderingu počítal pouze 1 nejlepší závod
- kombinace je součet bodů za 2-3 disciplíny

| Mistrovství Evropy | Mistrovství Evropy | Mistrovství Evropy | Mistrovství Evropy | Mistrovství Evropy | Mistrovství Evropy |
| Rok                | 2004               | 2007               | 2008               | 2010               | 2013               |
| ------------------ | ------------------ | ------------------ | ------------------ | ------------------ | ------------------ |
| Bouldering         | 13                 | 23-25              | 2                  | 3                  | 1                  |

| Mistrovství světa juniorů | Mistrovství světa juniorů | Mistrovství světa juniorů | Mistrovství světa juniorů | Mistrovství světa juniorů | Mistrovství světa juniorů | Mistrovství světa juniorů |
| Rok                       | 1997 Kat. B               | 1998 Kat. B               | 1999 Kat. A               | 2000 Kat. A               | 2001 Junioři              | 2002 Junioři              |
| ------------------------- | ------------------------- | ------------------------- | ------------------------- | ------------------------- | ------------------------- | ------------------------- |
| Obtížnost                 | 8                         | 9                         | 3                         | 4                         | 2                         | 6                         |
| Rychlost                  | —                         | —                         | —                         | —                         | 7                         | 6                         |

| Evropský pohár juniorů | Evropský pohár juniorů | Evropský pohár juniorů | Evropský pohár juniorů | Evropský pohár juniorů |
| Rok                    | 1997 Kat. B            | 1998 Kat. B            | 1999 Kat. A            | 2000 Kat. A            |
| ---------------------- | ---------------------- | ---------------------- | ---------------------- | ---------------------- |
| Obtížnost              | 7                      | 5                      | 4                      | 13-14                  |
| jednotlivě* (0/0/5)    | -,,7,17-18,8           | 7,,5,-                 | 7-8,,4-5,              | -,-,                   |

poznámky:
- Mistrovství Evropy juniorů se ještě nepořádalo